# Jaime Blanco García
Jaime María Blanco García (ur. 1 maja 1944 w Santander, zm. 24 września 2020 tamże) – hiszpański polityk, lekarz i samorządowiec, wieloletni parlamentarzysta krajowy i regionalny, w latach 1990–1991 prezydent Kantabrii.

## Życiorys
Urodził się jako najmłodsze z dziewięciorga dzieci. Ukończył studia medyczne na Uniwersytecie w Sewilli, specjalizując się w zakresie chirurgii i intensywnej terapii, następnie pracował w szpitalu w Santander. W 1975 należał do założycieli Hiszpańskiej Socjalistycznej Partii Robotniczej. Od 1977 do 2000 był sekretarzem jej kantabryjskiego oddziału, kilkukrotnie (do 1992) był też liderem lokalnych list wyborczych PSOE.
W latach 1977–1987 był członkiem Rady Konstytucyjnej i następnie Kongresu Deputowanych I, II i III kadencji. W 1978 podczas demonstracji został pobity przez policjanta, co zaskutkowało wnioskiem o odwołanie ministra spraw wewnętrznych ze strony PSOE. W 1983 wybrany do Parlamentu Kantabrii (zrezygnował z mandatu), zasiadł w nim w kolejnej kadencji (1987–1990). Jednocześnie w 1987 znalazł się w Senacie z nominacji wspólnoty autonomicznej Kantabria. 5 grudnia 1990 objął stanowisko prezydenta Kantabrii po uchwaleniu wotum nieufności wobec Juana Hormaechei. W 1991 socjaliści ponieśli porażkę wyborczą, w związku z czym 2 lipca 1991 zakończył pełnienie funkcji i zrezygnował z mandatu w kantabryjskim parlamencie. W 1991 i 1994 bezskutecznie starał się o powrót na fotel prezydenta.
W międzyczasie kontynuował działalność na poziomie krajowym: od 1993 do 1996 należał do Senatu V kadencji (wybranego w wyborach bezpośrednich), a od 1996 do 2004 – Kongresu Deputowanych VI, VII kadencji. Od 2004 do 2011 ponownie zasiadał w Senacie VIII i IX kadencji. Pełnił m.in. funkcję przewodniczącego komisji obrony (2004–2008), od 2004 do 2008 był też członkiem Zgromadzenia Parlamentarnego Rady Europy. W 2011 nie ubiegał się o reelekcję.

## Życie prywatne
Był żonaty z lekarką Maríą Ángeles Ruiz-Tagle, a następnie z lokalną polityk Rosą Inés Garcíą. Miał dwoje dzieci. Zmarł wskutek kilku długotrwałych chorób.